# 林樹枝
林樹枝（1946年12月18日—2023年8月14日），人稱枝伯，為臺灣白色恐怖時期政治受難者。於1971年因與友人通訊遭到抽查，信中提及對於中國國民黨的專政諸多不滿，而遭到第一次以「企圖顛覆政府」入罪。1979年因美麗島事件，藏匿施明德而再度入獄。前後共坐牢12年。
2000年，林樹枝出版《玩弄眾生：施明德的偽裝歲月》，書中指施明德坐牢絕食期間偷吃泡麵、喝人參茶、還曾寫信向中華民國總統蔣經國求饒，批評施明德沽名釣譽、虛假無恥。2006年，施明德發起百萬人民倒扁運動，林樹枝將《玩弄眾生：施明德的偽裝歲月》改版發行，遭施提告。刑事部分，2008年台北地方法院判處林樹枝5個月有期徒刑，得易科罰金。民事部分，2009年台北地院判決，林樹枝須賠償施明德新台幣80萬元，並登報道歉。

## 著作
- 《出土政治寃案》（出版者不詳，1986）
- 《出土政治寃案第二集：良心犯的血淚史》（前衛出版社，1989）
- 《白色恐怖X檔案》（前衛出版社，1997）
- 《玩弄眾生：施明德的偽裝歲月》（日臻出版社，2000）
- 《火種：泰源監獄革命演義》（前衛出版社，2011）
- 《震撼1987：台獨勢力的崛起》（費邊社文創，2013）
- 《26天大逃亡》（允晨文化，2015）

## 外部連結
- 林樹枝Facebook個人頁